# Cotoneaster horizontalis
Espèce
Classification phylogénétique
Cotoneaster horizontalis, le cotonéaster horizontal ou cotonéaster rampant, est une espèce de plantes à fleurs de la famille des Rosaceae.
Originaire de Chine, c'est un arbuste utilisé comme plante ornementale et couvre-sol, sur certains talus urbains et routiers notamment.

## Étymologie et histoire de la nomenclature
Le nom de genre Cotoneaster est composé du latin cotoneum « coing » (du grec χυδώνια khudônia) et suffixe -aster « comme » indiquant une ressemblance imparfaite, parce que les fruits du cotonéaster sont légèrement toxiques et sans intérêt gustatif.
L’épithète spécifique horizontalis vient du latin horizon, -ontis terme d’astronomie usité au sens de « borne de la vue » horizon et de talis « de ce genre ».
Le Cotoneaster horizontalis, facilement reconnaissable à l’architecture en arête de poisson de ses rameaux, est une des multiples plantes d’intérêt horticole découverte par le père David en Chine. Il découvrit cette espèce à Moupin à l’époque situé dans le Tibet oriental, maintenant intégré dans la province chinoise du Sichuan, lors du séjour qu’il fit dans cette zone montagneuse en 1869.
Il a été décrit par le botaniste Joseph Decaisne en 1877, non pas à partir des feuilles d’herbier, mais à partir de plantes vivantes du Jardin des Plantes qui venaient de la culture des graines envoyées par le père David, probablement de Moupin.
C. horizontalis fut introduit en culture en 1885 par Francisque Morel (1849-1925), un pépiniériste, botaniste et hybrideur de Lyon. L’attrait de sa floraison rose et blanche, suivie de nombreuses baies rouge vif, persistant durant l’hiver, lui a assuré une reconnaissance rapide comme plante ornementale de grand intérêt.

## Description

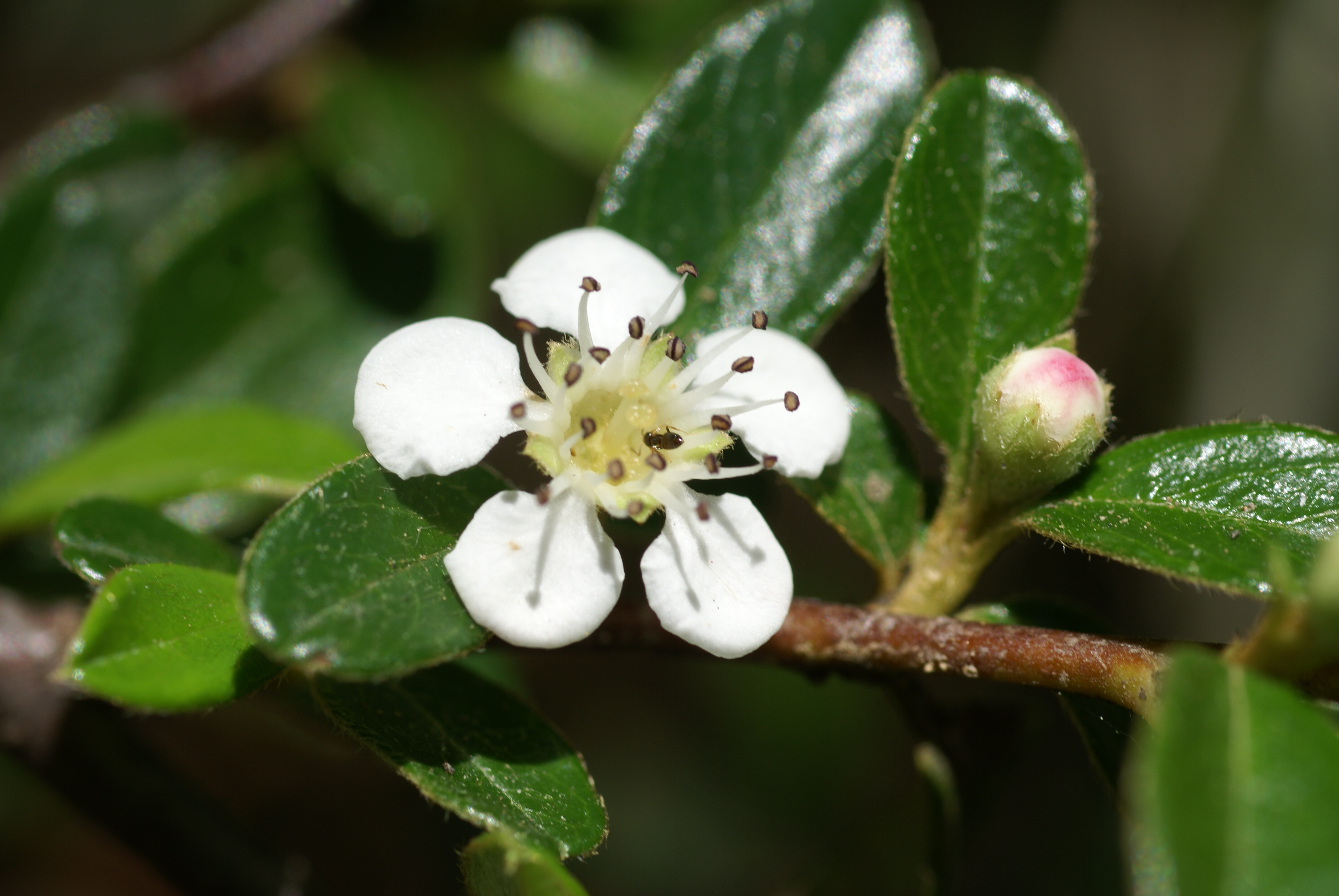
Fleur.

Petit arbuste rampant à feuillage caduc, dépassant rarement 50 cm de haut, il a cependant la faculté d'escalader un mur jusqu'à un mètre ou 1,50 m de hauteur,.
Du pied partent en arcs quelques branches principales, agrémentées de très nombreux rameaux serrés, qui donnent une forme d'arêtes de poisson.
Les feuilles, portées par des pétioles de 1 à 3 mm, comportent un limbe suborbiculaire ou largement elliptique, rarement obovale, de 6–14 mm de long sur 4–9 mm de large, à base cunéiforme, avec un sillon médian bien marqué, de couleur vert brillant soutenu.
La fleur de 5-7 mm de diamètre comporte un hypanthe campanulé, 5 sépales triangulaires à apex aigu, 5 pétales dressés, roses, rougeâtres ou blanchâtres, de 3-4 x 2-3 mm, ca. 12 étamines plus courts que les pétales. Au printemps, l'arbuste est recouvert d'une multitude de petits boutons de fleurs rose foncé ou rouges, mellifères, qui attirent en nombre papillons, guêpes, bourdons et surtout abeilles.
Le fruit à pépins de type drupe est rouge vif, subglobuleux ou ellipsoïde, de 5-7 mm de diamètre.

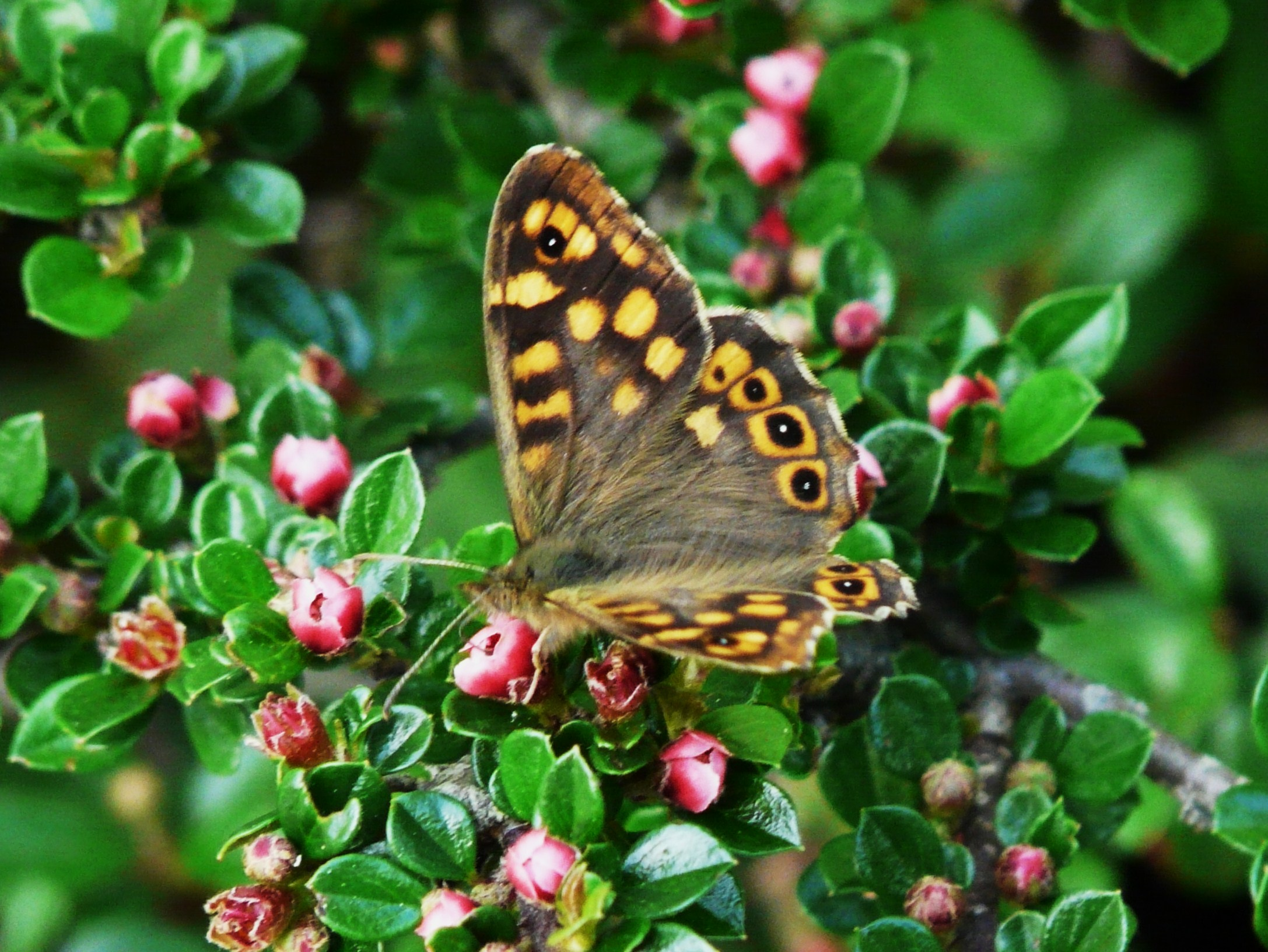
Tircis (Pararge aegeria) sur Cotoneaster horizontalis
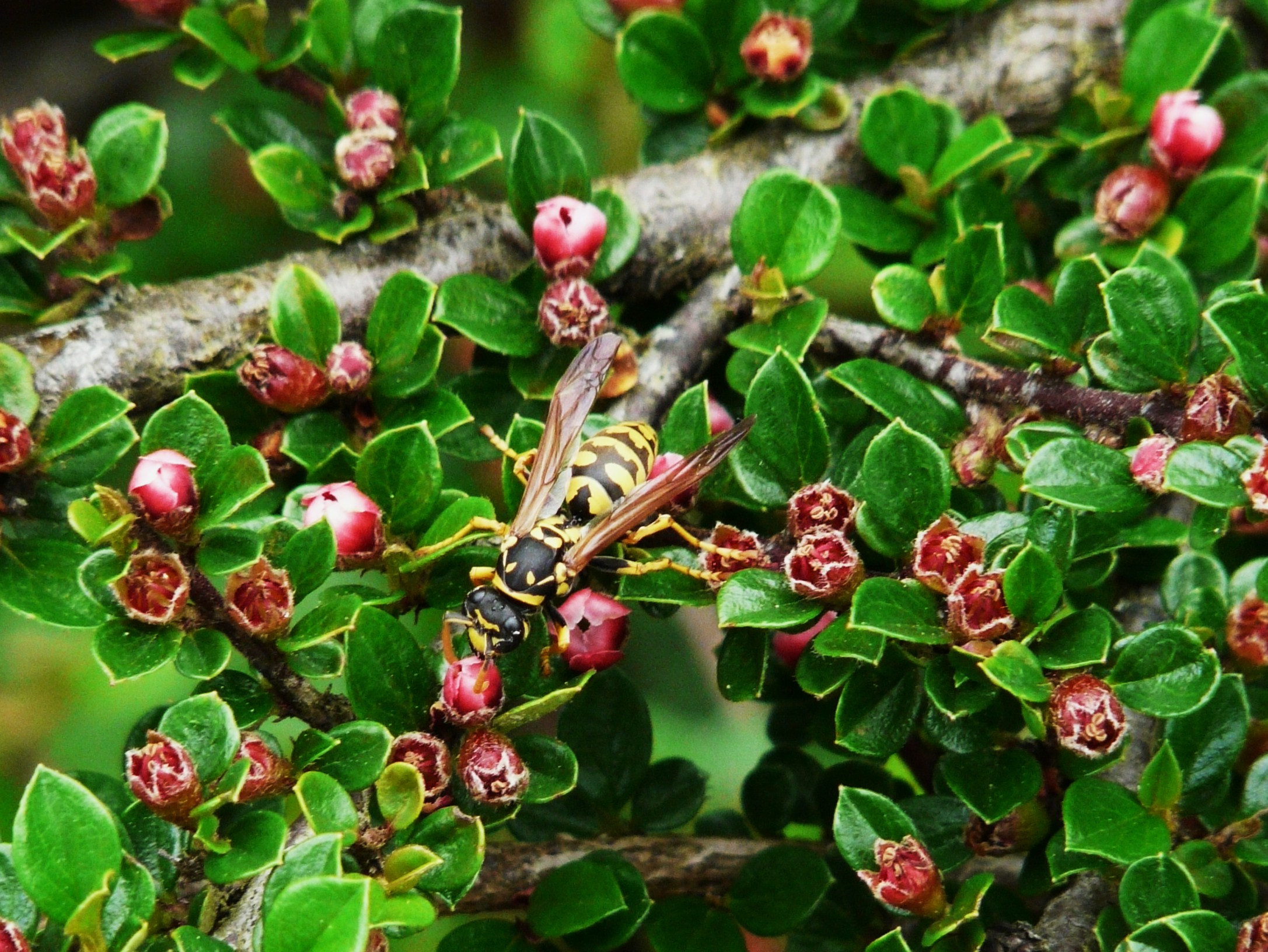
Guêpe (Polistes dominulus) sur Cotoneaster horizontalis
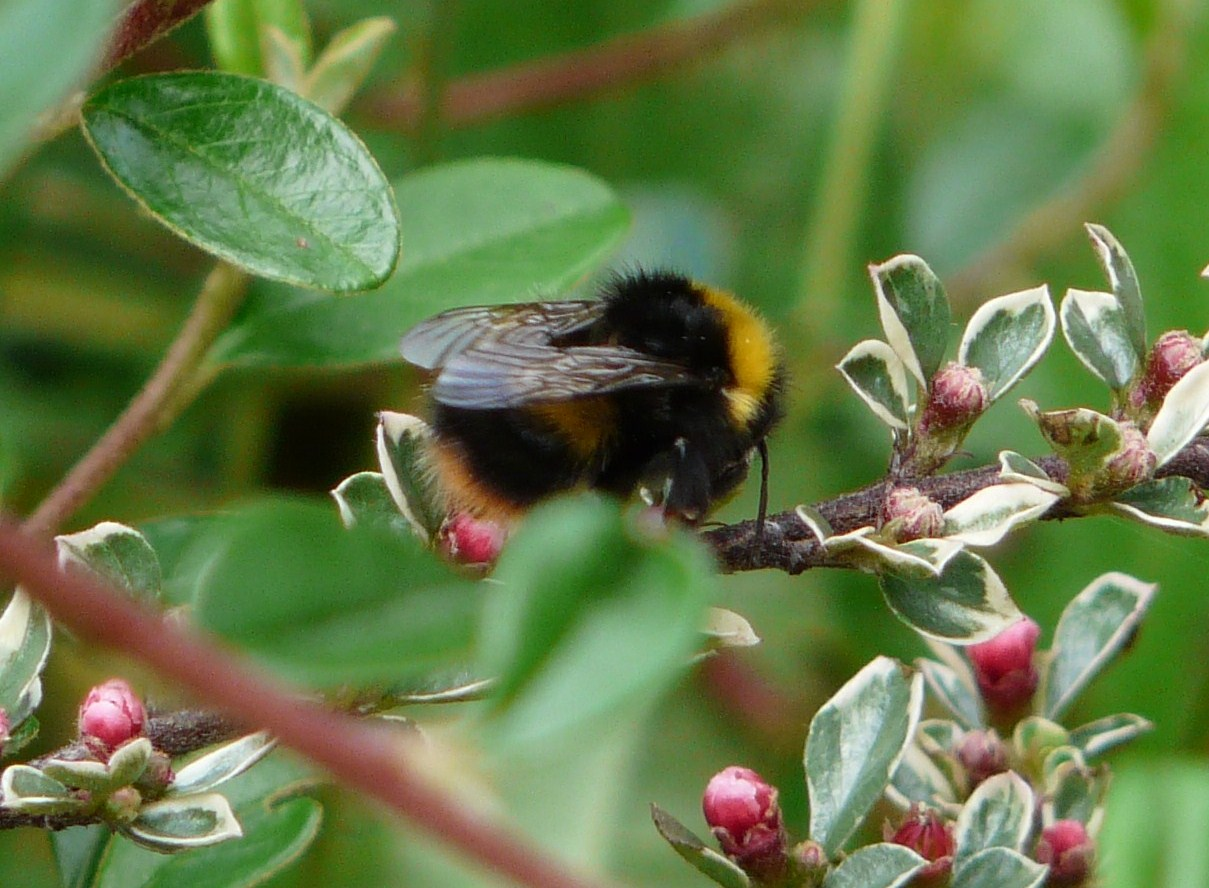
Bourdon terrestre (Bombus terrestris) sur Cotoneaster horizontalis 'Variegatus'
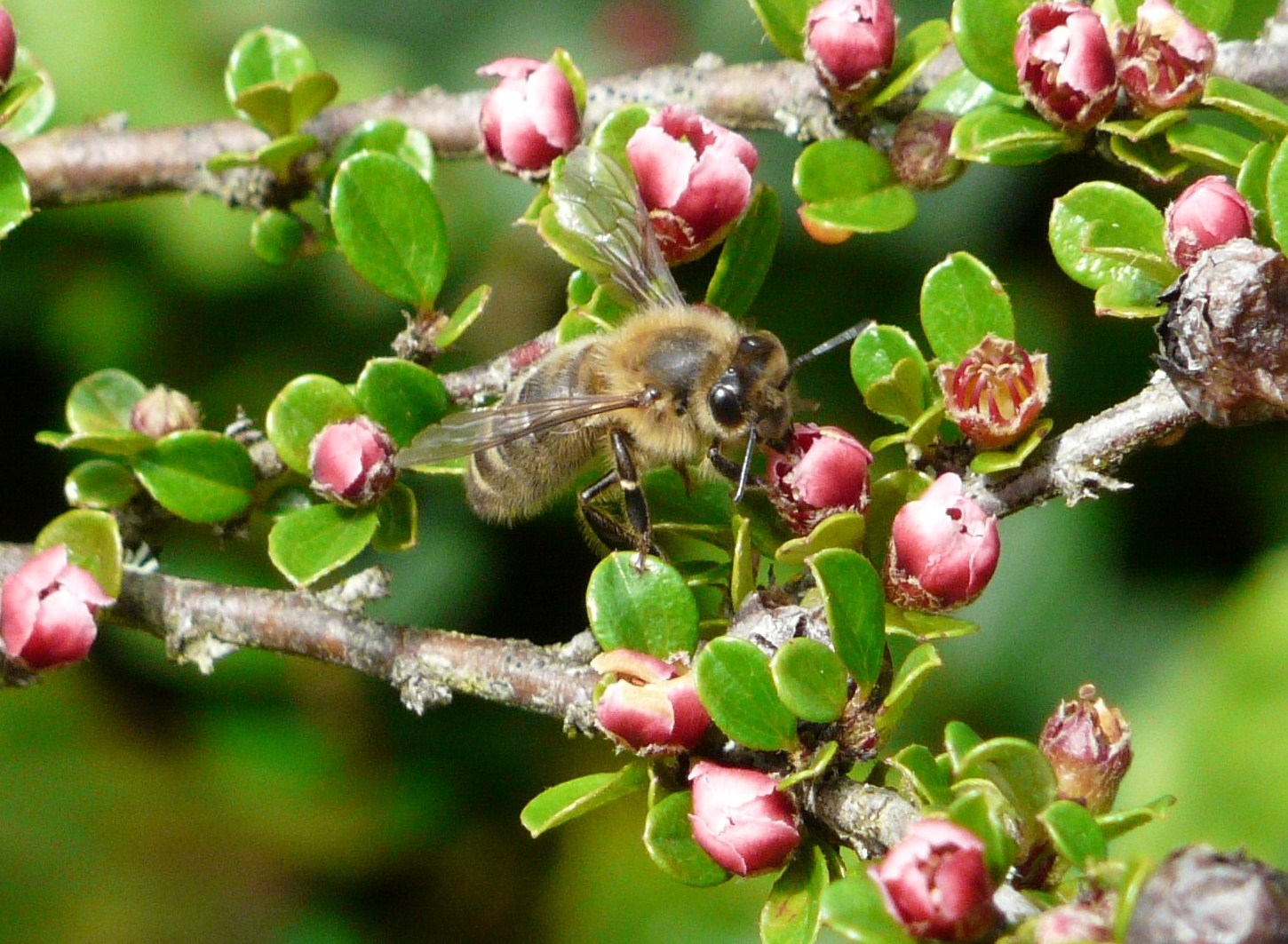
Abeille (Apis mellifera) sur Cotoneaster horizontalis

## Distribution et habitat
Le Cotoneaster horizontalis est originaire de Chine (Gansu, Guizhou, Hubei, Hunan, Jiangsu, Shaanxi, Sichuan, Xizang, Yunnan, Zhejiang), de Taiwan et du Népal.
Il croît dans les fourrés, sur les rochers, les pentes rocheuses, des régions montagneuses sèches, de 1 500 à 3 500 m d’altitude.

## Culture

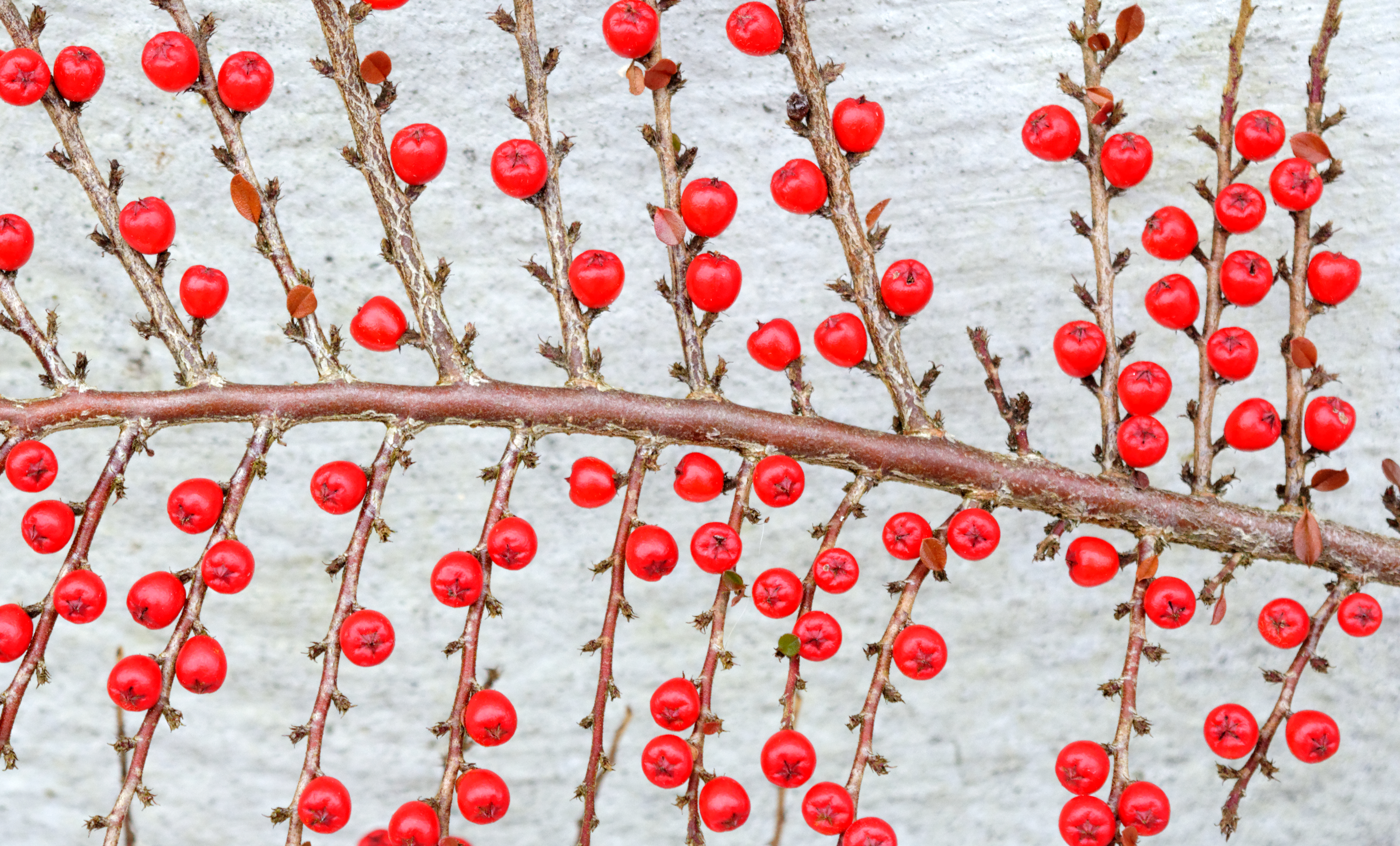
Fruits rouge vif en hiver

L’attrait du cotonéaster horizontal tient à ses branches disposées en arêtes de poisson, ses fleurs blanc rosé suivies de fruits rouge vif, persistant pendant l’hiver, produisant un bel effet décoratif sur les rameaux nus.
À la fin de l'été, chaque fleur est transformée en une baie rouge vif qui perdurera jusqu'en plein hiver, à moins que les oiseaux, tels que les merles par exemple, friands de ce mets, ne l'engloutissent prématurément. Avec l'automne et la baisse de l'ensoleillement, ses petites feuilles vireront vers des teintes orangées, rouges ou pourpre avant de tomber en hiver, révélant dans son intégralité l'architecture en arête de poisson de la plante.
Le cotonéaster horizontal se satisfait de toutes sortes de terrains, même les plus ingrats. La présence de calcaire dans le sol lui est indifférente.
Variétés :
- Cotoneaster horizontalis var. horizontalis[8] ;
- Cotoneaster horizontalis var. perpusillus (publication en 1906 par C.K. Schneider[9]) ;
- il existe aussi une variété  Cotoneaster horizontalis « Variegatus » ou Cotonéaster rampant panaché[10] qui accuse quelques différences notables avec la variété principale : les feuilles vert olive sont bordées de blanc (ou de crème) et sont plus allongées et pointues. Ils sont cultivés comme plantes ornementales, en particulier dans les jardins de rocaille[2].

## Propriétés
Comme beaucoup de Rosacées, il contient des hétérosides cyanogénétiques (feuilles, écorces, fleurs), mais en faible quantité. Il est peu ou pas toxique et ne provoquerait que des troubles digestifs. Les fruits qui sont parfois consommés par les enfants sont encore moins riches en composés cyanogénétiques que le reste de la plante.
Toutefois, le cotonéaster rampant fait l'objet de nombreux appels aux centres antipoison car il s'agit d'une plante ornementale d'extérieur très fréquente.

## Espèce potentiellement invasive
Le cotonéaster horizontal s’est naturalisé dans certaines régions de Grande Bretagne.
Cette espèce n'était pas considérée comme invasive, mais une première évaluation de ses capacités invasives a été faite en Belgique, en compilant les bases de données disponibles pour les pelouses, coteaux et prairies calcaires (habitats  reconnus de grande valeur, et souvent points chauds de biodiversité). L'étude visait à caractériser la présence de C. horizontalis, l'état des populations, ses habitats préférés, le degré d'invasion, ses taux de croissance et sa capacité de fructification.

Ce Cotoneaster a été retrouvé dans sept des neuf sites étudiés, avec des densités variant de 0,34 à 10 individus par hectare. Dans la plupart des sites où il était présent, une forte proportion de jeunes plantes de petite taille suggère une colonisation importante en cours, et démontre le fait que les capacités de fructification sont importantes (démontrées sur trois ans d'étude).
Les habitats les plus envahis étaient souvent de type Xerobromion mosan, habitats prioritaires pour Natura 2000.

La présence de C. horizontalis a été associée à des changements de structure et de composition des communautés végétales en diminuant la richesse en espèces et la diversité, et en affectant les espèces spécialistes des prairies.

Ces impacts devraient a priori s'intensifier avec le temps et la croissance des populations. L'espèce est maintenant considérée comme invasive en Belgique et en Franche-Comté.

## Photos

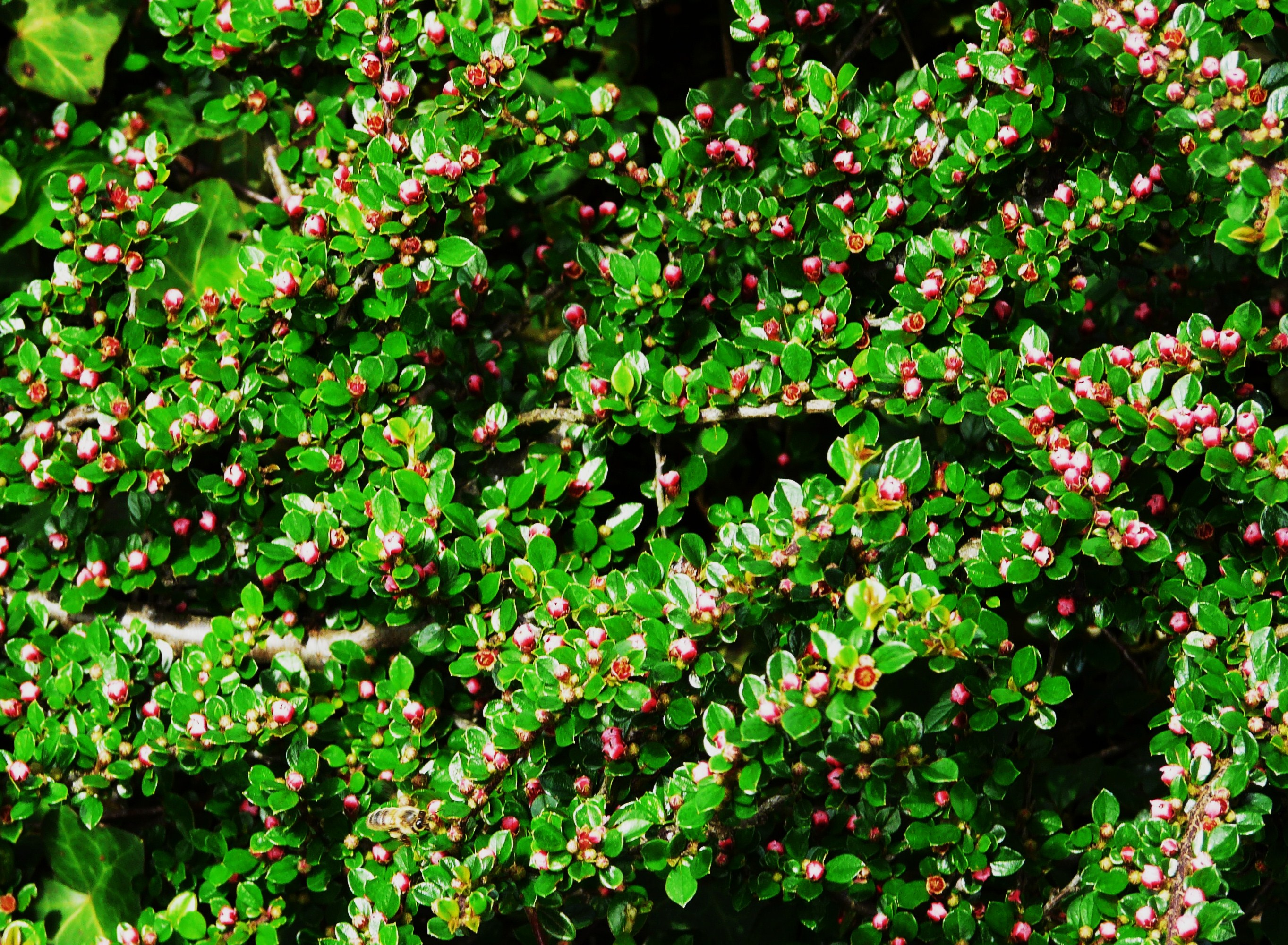
Cotoneaster horizontalis en fleurs.
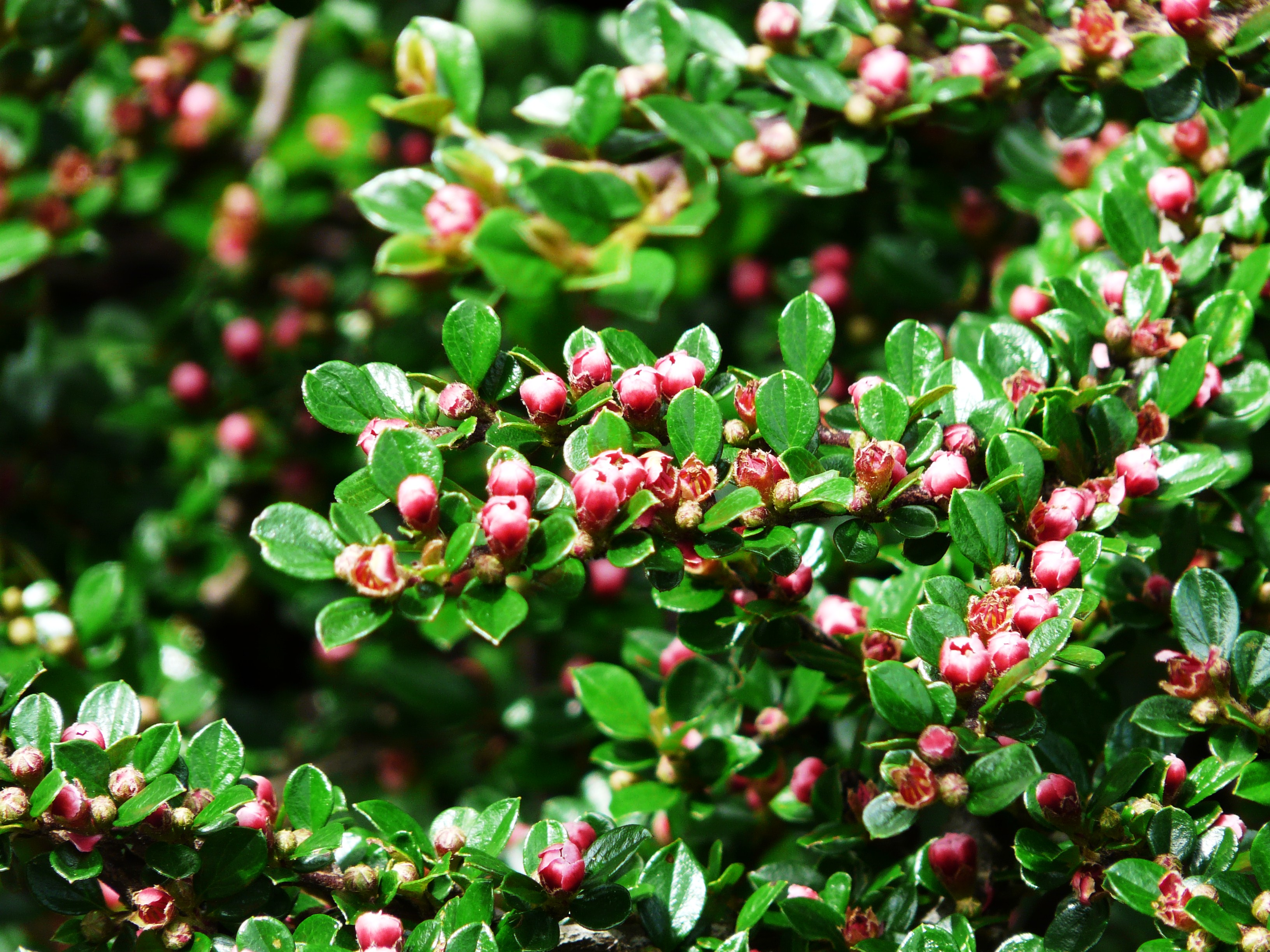
Rameaux en fleurs.
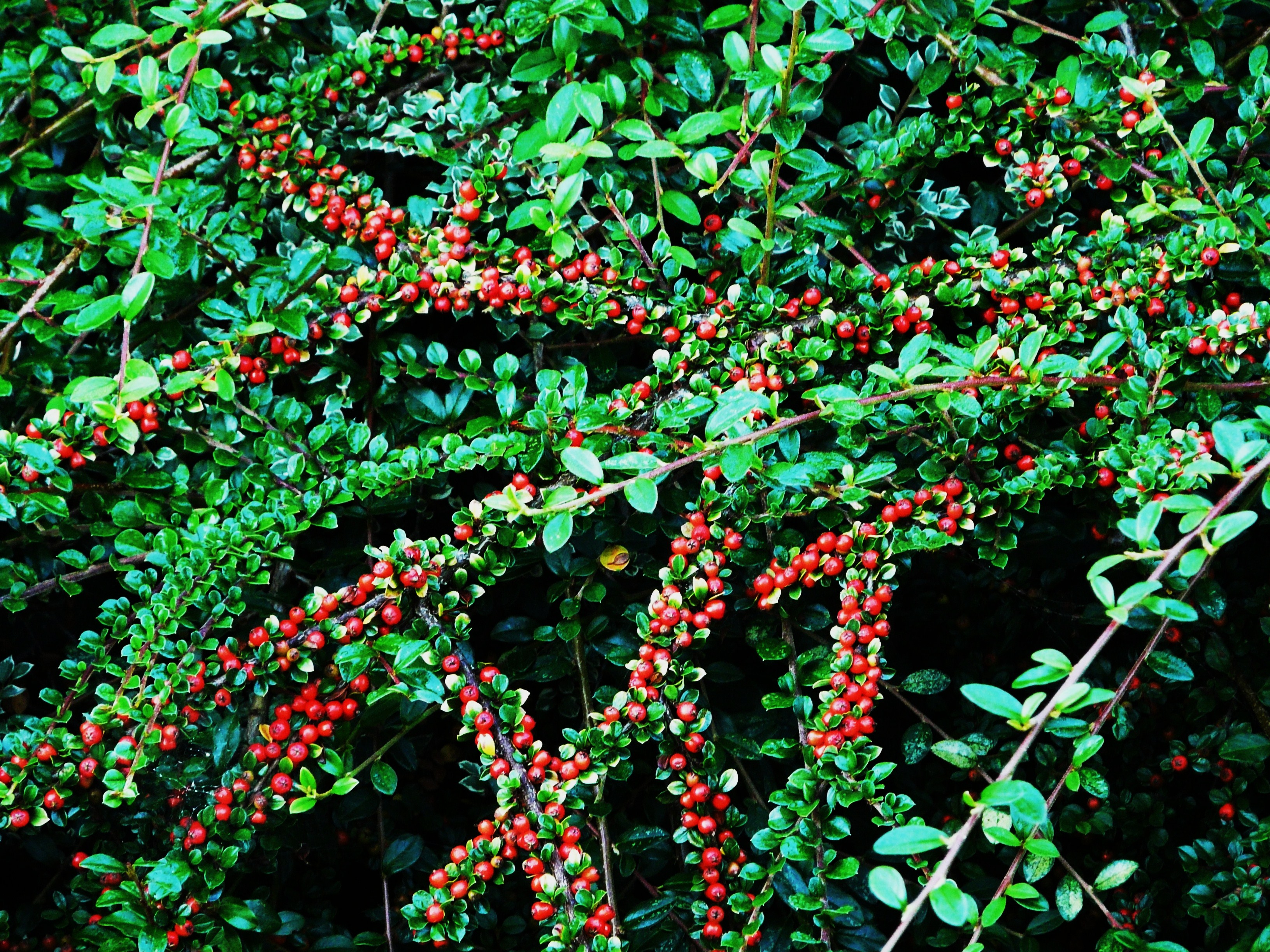
Cotoneaster horizontalis avec ses baies.
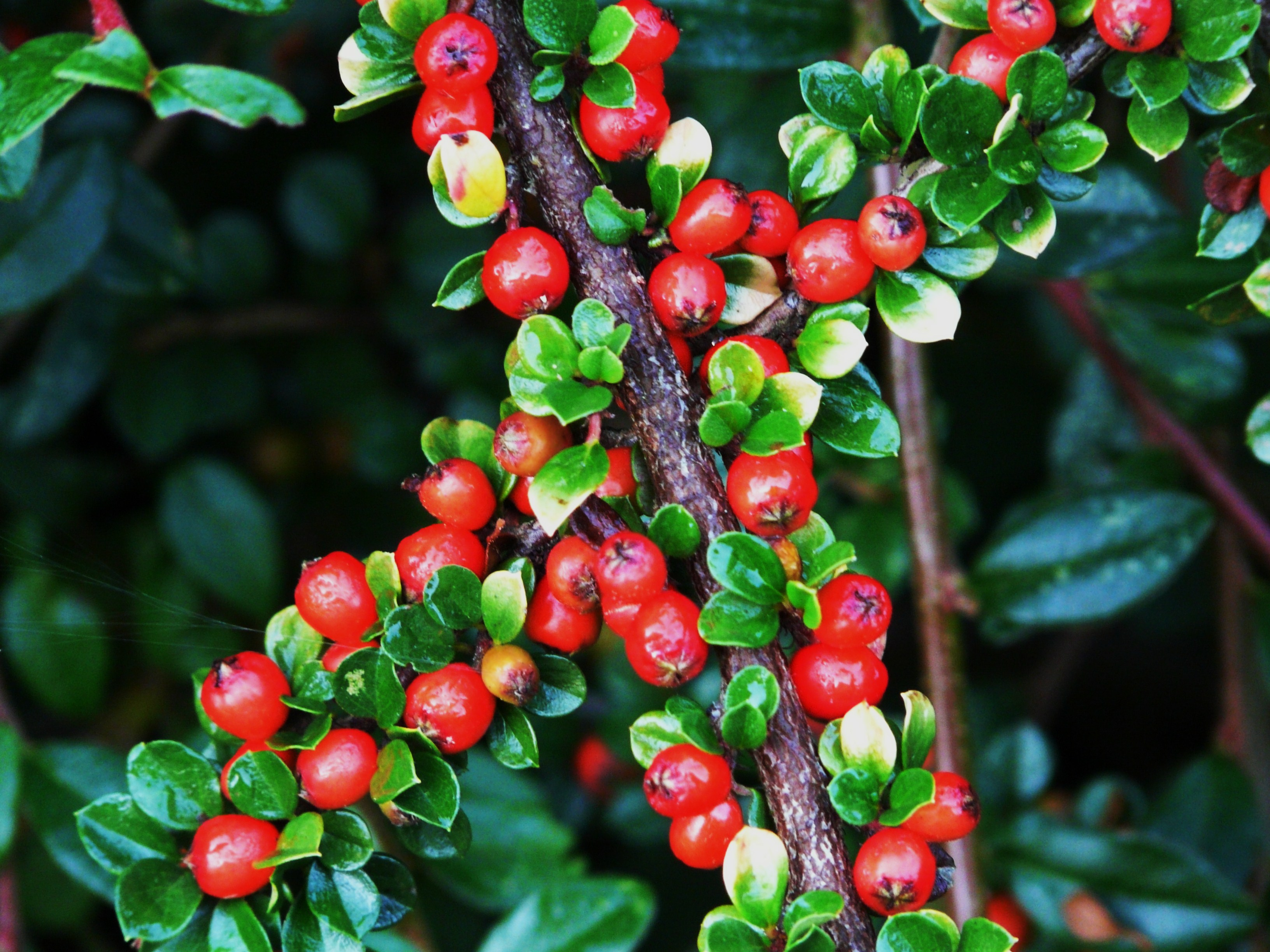
Rameaux avec leurs baies.